# St. Peter und Paul (Bad Camberg)
Die katholische Pfarrkirche St. Peter und Paul ist ein denkmalgeschütztes Kirchengebäude in Bad Camberg, einer Stadt im Landkreis Limburg-Weilburg in Hessen.

## Vorgeschichte
Erstmals wurde in einer Urkunde aus dem Jahre 1156 eine St. Peter Kirche in Camberg erwähnt. Die Vorgängerkirche, auch dem hl. Petrus geweiht, wurde wahrscheinlich 1472 errichtet. 1578 stürzte der alte Kirchturm ein. Der Chronist, Pfarrer Philipp Peter Lauer, beschrieb dieses Unglück: „Dann den anderen Morgen fande man den Thurm mit den Glocken verspreitet, in gemeiner Straßen liegen, das Uhrwerk zerschmettert, die kleinste Glock stack in der großen und war nicht beschädiget. Kein Mensch ist durch den Fall verunglückt worden.“

## Geschichte und Architektur
Der älteste Teil der jetzigen Kirche ist der im Kern gotische Westturm, er wurde 1580–1581 errichtet. Das Kirchenschiff wurde an die Stelle der Vorgängerkirche gebaut, die im 18. Jahrhundert schadhaft und für die wachsende Gemeinde zu klein geworden war. Die Kirche, ein breiter Saalbau mit schmalerem, außen dreiseitig und innen rund geschlossenem Chor, wurde von 1777 bis 1781 nach Plänen des Dillenburger Bauinspektors Friedrich Ludwig Sckell unter dem tatkräftigen Camberger Pfarrer Caspar Schmid (1727–1801) erbaut, dessen Grabstein sich im Chorraum neben dem Eingang zur Sakristei befindet. Der Innenraum der Kirche wurde im Zopfstil erbaut und ist damit eines von wenigen Beispielen dieser Bauweise in der Region. Die inneren östlichen Ecken sind abgerundet. Die Deckenfresken und Medaillons wurden von dem Mainzer Hofmaler Joseph Appiani geschaffen, der auch die fränkische Wallfahrtskirche Vierzehnheiligen ausgestattet hat.
Der Kurtrierer Weihbischof Johann Maria Cuchot d’Herbain, Bischof von Ascalon und Hilfsbischof von Trier, weihte die Kirche am 15. Juli 1781 zu Ehren der Apostel Petrus und Paulus.
Die Kirche wurde von 1987 bis 1995 mehrmals innen und außen umfangreich saniert und renoviert. Dabei wurden die übermalten Appiani-Fresken freigelegt und die ursprünglichen Farben und Stuckarbeiten wieder hergestellt. Von dem Limburger Bildhauer Karl Matthäus Winter wurde 1995 der neue Altar und der Ambo mit Bildern, die sich auf die Feier der Eucharistie beziehen, geschaffen.

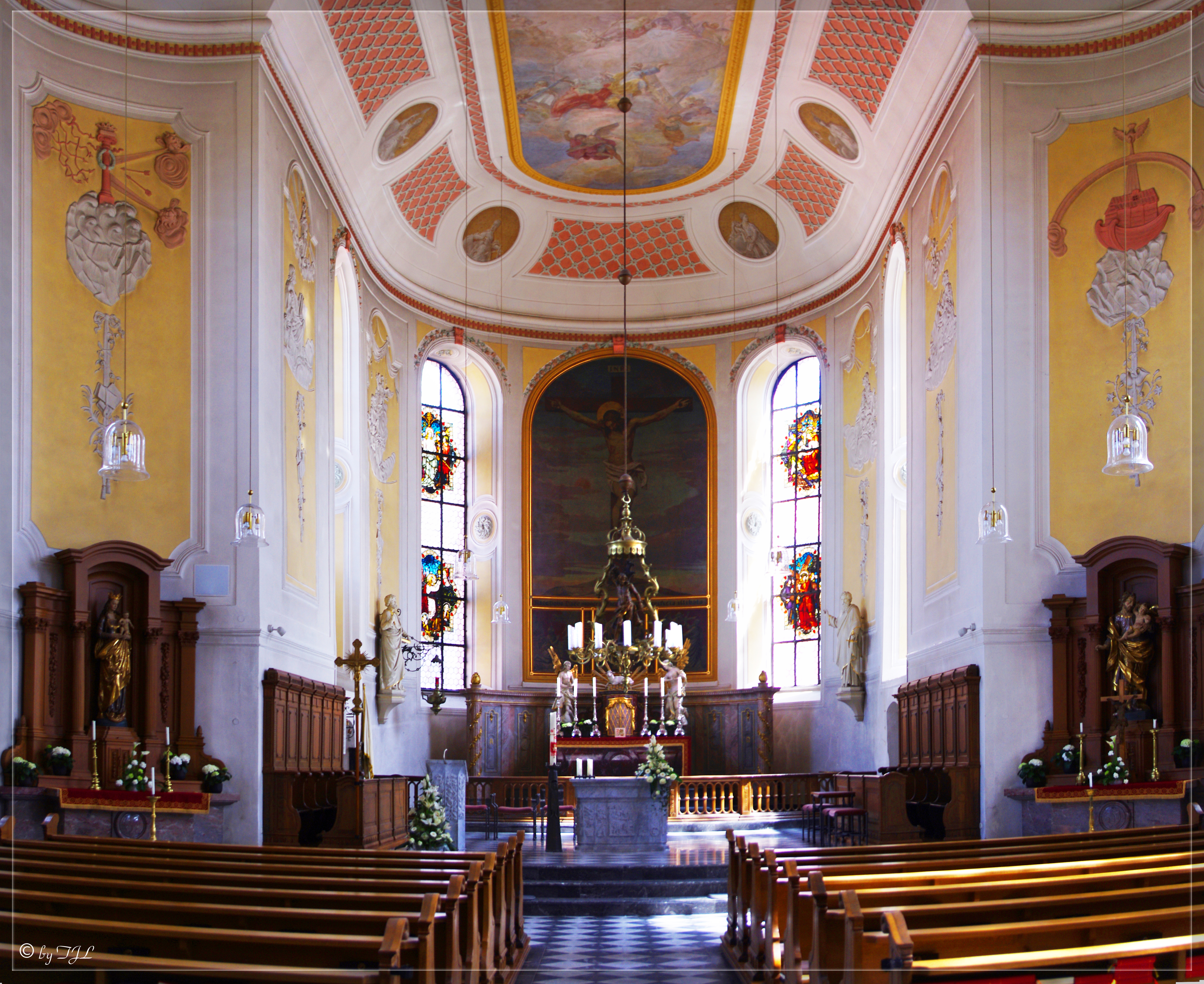
Kirchenschiff zum Chor

## Ausstattung
Die stuckierte Spiegeldecke zeigt Deckenfresken mit Szenen aus dem Leben der beiden Kirchenpatrone, des Mainzer Hofmalers Joseph Appiani.
Ein Wandgemälde im Chorraum mit der Darstellung eines überlebensgroßen Christus wurde 1835 nach einem Entwurf von Philipp Veit von dessen Schülern Joseph Settegast und Johann Franz Brentano gemalt. Die Empore mit dem barocken Orgelprospekt wurde von 1779 bis 1784 von den Gebr. Stumm aus Sulzbach gebaut.
Der Hochaltar mit Tabernakel wurde 1938 von dem Dombaumeister Willy Weyres unter Verwendung alter Teile neu gestaltet. Zwei Engel aus der Rokokozeit um 1750 flankieren den Hochaltar und stammen von dem Mainzer Bildhauer Joh. Peter Henke. Während der Restaurierung von 1987 bis 1995 wurden der Zelebrationsaltar und der Ambo von dem Bildhauer Karl Matthäus Winter aus Uliano-Marmor aufgestellt. Die Seitenaltäre wurden 1948 von Franz Josef Krings entworfen und von dem Camberger Schreinermeister, Karl Traut, aus Eichenholz geschaffen.
Die Kanzel um 1780, das Laienchorgestühl und die Beichtstühle sind in klassizistischen Formen unmittelbar nach Erbauung der Kirche in Koblenzer und Wormser Werkstätten gebaut worden. Der Taufstein  mit barockem Fuß, um 1680 aus Lahnmarmor, mit einem getriebenen Messingdeckel und Muschelrückwand. Die Kirchenbänke wurden 2001 unter Verwendung der alten Seitenteile von 1779 erneuert.
Das Ewige Licht um 1657, eine Ampel aus getriebenem Messingblech, ist ein Geschenk von Freiin Anna Ursula zu Hohenfeld, geb. Metternich-Winnenburg. Der Sebastiansleuchter von 1748 aus Messingbronze wurde von Conrad Müller aus Mainz geschaffen.
Eine Mondsichelmadonna stammt aus der Zeit um 1525. Eine barocke Figur des hl. Josef wurde 1756 gefertigt. Die vier lebensgroßen Figuren, Peter und Paul im Chorraum, Maria und Josef im hinteren Teil der Kirche wurden 1862 bis 1865 von dem Münchener Akademieprofessor, Caspar Clemens Ritter von Zumbusch aus Lindenholz geschnitzt. Die 14 Ölbilder der Kreuzwegstationen, um 1835, stammen ebenso aus der Schule von Philipp Veit.
Die bleiverglasten Fenster wurden 1968 unter der Verwendung der älteren Medaillons erneuert, die der Frankfurter Glasmaler J. Droesser 1892 geschaffen hatte.
An der Rückwand des Kirchenschiffs befinden sich Epitaphien, die an bedeutsame Camberger Familien erinnern; besonders sehenswert ist der  frühbarocke Gedenkstein der Familie von Hohenfeld.

## Orgel

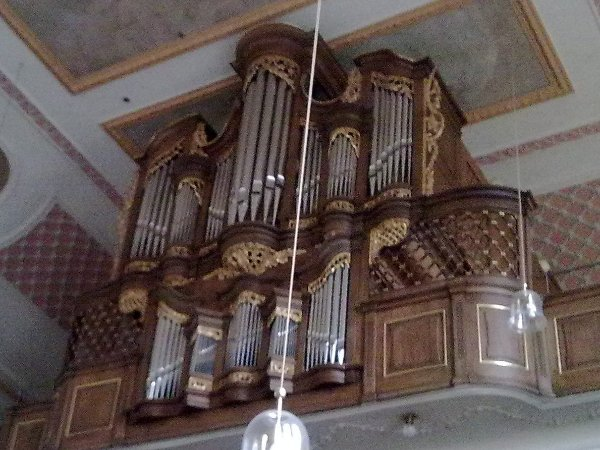
Orgel

Von der Orgel, die in den Jahren 1779 bis 1784 von der Werkstatt der Orgelbauer Stumm aus Rhaunensulzbach gebaut wurde, ist nur noch der Orgelprospekt erhalten. Wie in dieser Zeit häufig, ist das ganze Orgelwerk in die Brüstung eingebaut, die im mittleren Teil entsprechend vorgezogen ist. Die Orgel wurde mehrmals umgebaut und im Jahr 1900 durch Johannes Klais Orgelbau vollständig erneuert, da sie für den großzügigen Kirchenraum zu klein war und auch der Tonumfang den Ansprüchen nicht mehr genügte. Sie war mit pneumatischer Schleiflade und einer Crescendowalze ausgestattet. 1940 erfolgte ein Umbau mit Erweiterung, den vermutlich die Limburger Orgelbaufirma Wagenbach ausführte. Bei einem weiteren Umbau im Jahr 1975 durch die Orgelbaufirma Förster und Nicolaus aus Lich wurden die pneumatische Schleiflade in eine elektropneumatische umgewandelt und der Spieltisch auf der unteren Empore eingebaut. 2001 folgte ein technischer Neubau durch dieselbe Firma unter Einbeziehung eines Großteils des Pfeifenwerks von 1900. Einige Register wurden ergänzt, der Prospekt wieder zum Klingen gebracht, das II. Manual mit einem Jalousieschweller ausgestattet und ein zweiter Spieltisches auf der oberen Empore eingebaut. Die Orgel hat seitdem zwei Manuale, Spieltische auf der oberen und unteren Empore, insgesamt 1812 Pfeifen, davon 110 sichtbar im Prospekt, 234 Holzpfeifen (die größte 5,14 m  und die kleinste 8 mm) und außerdem sechs Glöckchen. Die romantisch intonierte Orgel mit Kegelladen verfügt über 30 Register mit folgender Disposition:
| I Hauptwerk C–f3 |        |
| Bourdon          | 16′    |
| Principal        | 8′     |
| Holzflöte        | 8′     |
| Quintade         | 8′     |
| Oktave           | 4′     |
| Rohrflöte        | 4′     |
| Nasard           | 2 ⁄3′  |
| Oktave           | 2′     |
| Terz             | 1 3⁄5′ |
| Mixtur III–IV    |        |
| Trompete         | 8′     |
| Oboe             | 4′     |
| Tremulant        |        |

| II Schwellwerk C–f3  |       |
| Lieblich Gedackt     | 8′    |
| Salicional           | 8′    |
| Schwebung            | 8′    |
| Principal            | 4′    |
| Flöte                | 4′    |
| Flachflöte           | 2′    |
| Sifflöte             | 1 ⁄3′ |
| Principal            | 1′    |
| Sesquialter II       | 2 ⁄3′ |
| Scharff IV           |       |
| Dulzian              | 16′   |
| Trompette harmonique | 8′    |
| Tremulant            |       |

| Pedal C–d1   |     |
| Violonbass   | 16′ |
| Subbass      | 16′ |
| Oktavbass    | 8′  |
| Choralbass   | 4′  |
| Posaune      | 16′ |
| Zarttrompete | 8′  |
| Tremulant    |     |

- Koppeln: II/I, I/P, II/P
- Nebenregister: Zimbelstern
- Spielhilfen: 2 freie Kombinationen (Spieltisch untere Empore), 4000fache Setzeranlage, Registercrescendo über Pistons (Spieltisch obere Empore)

## Glocken
Im 49,5 m hohen Kirchturm, der gleichzeitig ein Turm der ehemaligen Stadtmauer war, hängen fünf Glocken. Die älteste wurde nach dem Ersten Weltkriege im Jahre 1922 gegossen und trägt den Namen Maria-Glocke mit 120 cm Durchmesser und einem Gewicht von 1200 Kilogramm. Nach dem Zweiten Weltkrieg, im Jahr 1950, wurden vier weitere Glocken gegossen. Die mechanische Turmuhr wurde im Jahre 1880 angeschafft und wird noch heute jeden Tag von Hand aufgezogen.
| Nr. | Name           | Gussjahr | Gießer, Gussort | Nominal (HT-1/16) | Gewicht (kg) | Durchmesser (mm) | Inschrift |
| 1   | Christkönig    | 1950     |                 |                   | 1750         | 1460             |           |
| 2   | Maria          | 1922     |                 |                   | 1200         | 1290             |           |
| 3   | Peter und Paul | 1950     |                 |                   | 700          | 1090             |           |
| 4   | Josef          | 1950     |                 |                   | 550          | 970              |           |
| 5   | Katharina      | 1950     |                 |                   | 370          | 860              |           |